# Linguagem server-side
A linguagem de servidor, ou Server-side scripting, é a linguagem que rodará “por trás dos panos”, fornecendo a lógica principal da aplicação. Funciona da seguinte maneira: sempre que o usuário faz um HTTP request (entra numa página, clica num link, etc.), o pedido é enviado para o servidor. A linguagem server-side recebe o requerimento (Request) e faz o processamento. Depois, transforma o resultado em um XHTML e envia para o navegador. É a linguagem server-side que verificará se o usuário está logado, buscará informações no banco de dados, etc.
⁣Como a linguagem server-side processa as requisições antes de enviar para o navegador, isso significa que uma vez que a página foi enviada ao navegador do usuário, não há mais nada que a linguagem server-side possa fazer até que um novo “Request” seja enviado. Ou seja, não é possível usar estas linguagens para manipular a página do usuário em tempo real. Para o usuário, a linguagem server-side não importa, e ele nem tem como descobrir qual linguagem está sendo usada.

## Exemplos de Linguagens Server-Side
- PHP
- ASP
- .NET
- Oracle
- Perl
- Java (linguagem de programação)
- Aptana
- Python
  - Django
  - Flask
  - Bottle
- Ruby
  - Ruby on Rails
- Smalltalk
- ColdFusion
- Lotus Domino
- Websphere
- Node.js